# Wendy Davis
Wendy Davis, född 16 maj 1963, är en amerikansk jurist och politiker (demokrat) från Fort Worth, Texas. Hon valdes in i Texas senat 2008 och omvaldes 2012.
Davis höll den 25 juni 2013 ett uppmärksammat filibuster-anförande för att stoppa ett lagförslag innebärande inskränkt aborträtt. Genom att tala i över tio timmar bidrog hon till att förhindra en omröstning om lagen i senaten. Lagen gick dock igenom vid ett senare tillfälle, efter att guvernör Rick Perry utlyst en extra omröstning.
Davis besegrades av republikanen Greg Abbott i guvernörsvalet i Texas 2014 med en marginal av över 20 procentenheter.